# دون ژوان (فیلم ۱۹۷۹)
دون ژوان (انگلیسی: Don Giovanni) فیلمی به کارگردانی جوزف لوزی است که در سال ۱۹۷۹ منتشر شد. از بازیگران آن می‌توان به روجرو ریموندی و ادا موزر اشاره کرد.